# Gluviopsis atrata
Gluviopsis atrata es una especie de arácnido del orden Pseudoscorpionida de la familia Daesiidae.

## Distribución geográfica
Se encuentra en la India.